# Cazals (Lot)
Cazals ist eine südfranzösische Gemeinde mit 651 Einwohnern (Stand: 1. Januar 2022) im Département Lot in der Region Okzitanien (vor 2016: Midi-Pyrénées). Die Gemeinde gehört zum Arrondissement Gourdon (bis 2017: Arrondissement Cahors) und zum Kanton Gourdon.

## Lage
Cazals liegt etwa 28 Kilometer nordwestlich von Cahors im Gebiet des Quercy, genauer gesagt der Bouriane im Herzen des Périgord noir. Der Ort liegt am Oberlauf des Flusses Masse. Umgeben wird Cazals von den Nachbargemeinden Marminiac im Norden und Westen, Salviac im Nordosten, Gindou im Osten sowie Montcléra im Süden.

## Geschichte
Die Bastide von Cazals wurde 1316 begründet.

## Bevölkerungsentwicklung
| Jahr                       | 1962 | 1968 | 1975 | 1982 | 1990 | 1999 | 2006 | 2018 |
| Einwohner                  | 436  | 449  | 458  | 472  | 538  | 576  | 640  | 632  |
| Quellen: Cassini und INSEE |      |      |      |      |      |      |      |      |

## Sehenswürdigkeiten
- Burg Cazals, seit 1994 Monument historique
- Kirche Notre-Dame-de-l'Assomption in Ginolhac, 1890 bis 1895 wieder errichtet
- Kapelle, 1873 bis 1875 errichtet
- Hôtel de Salviac in Vielcastel
- Hôtel Le Juge Lavaur, Refugium der Protestanten während der Religionskriege

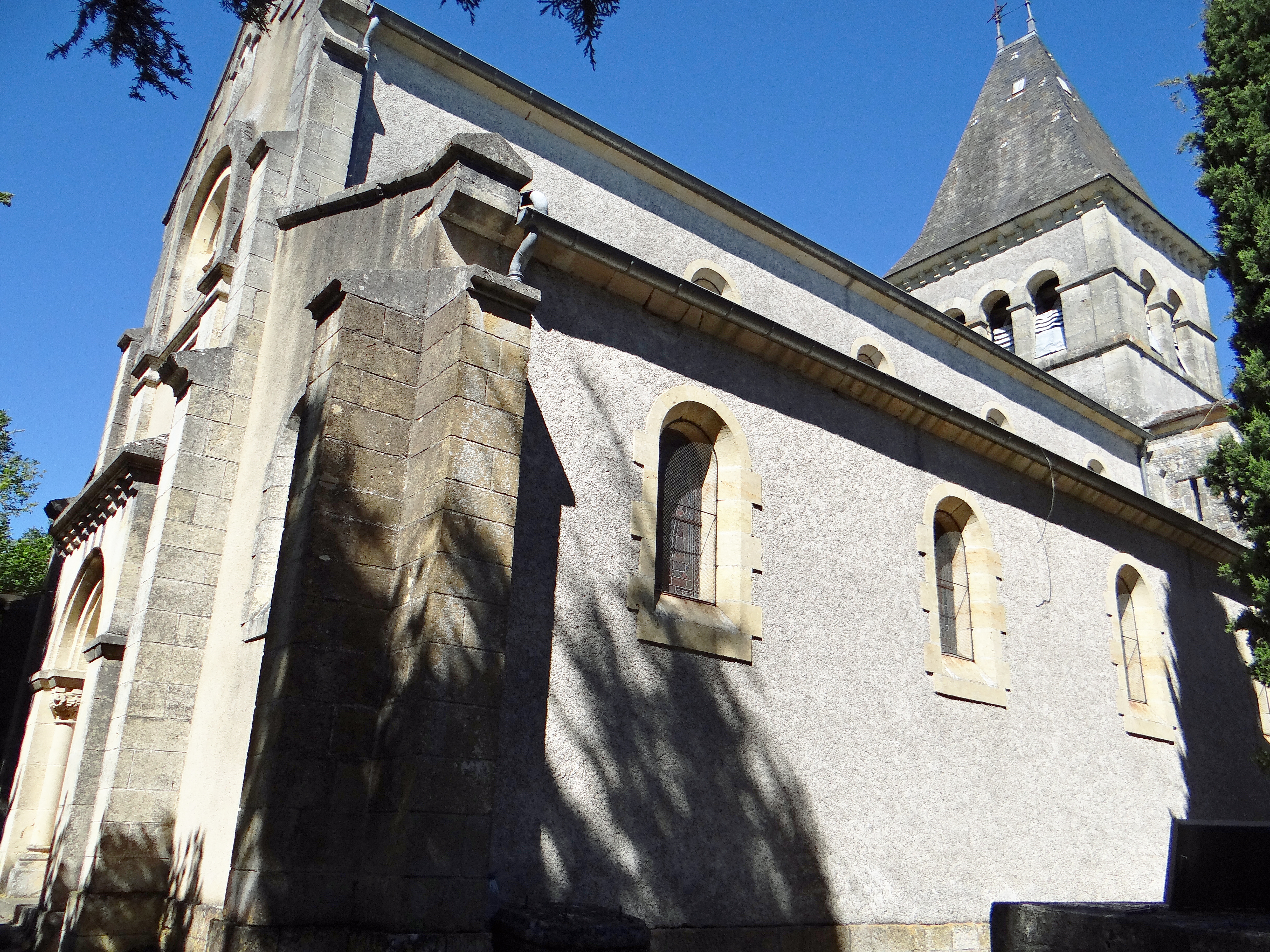
Kirche Notre-Dame-de-l'Assomption
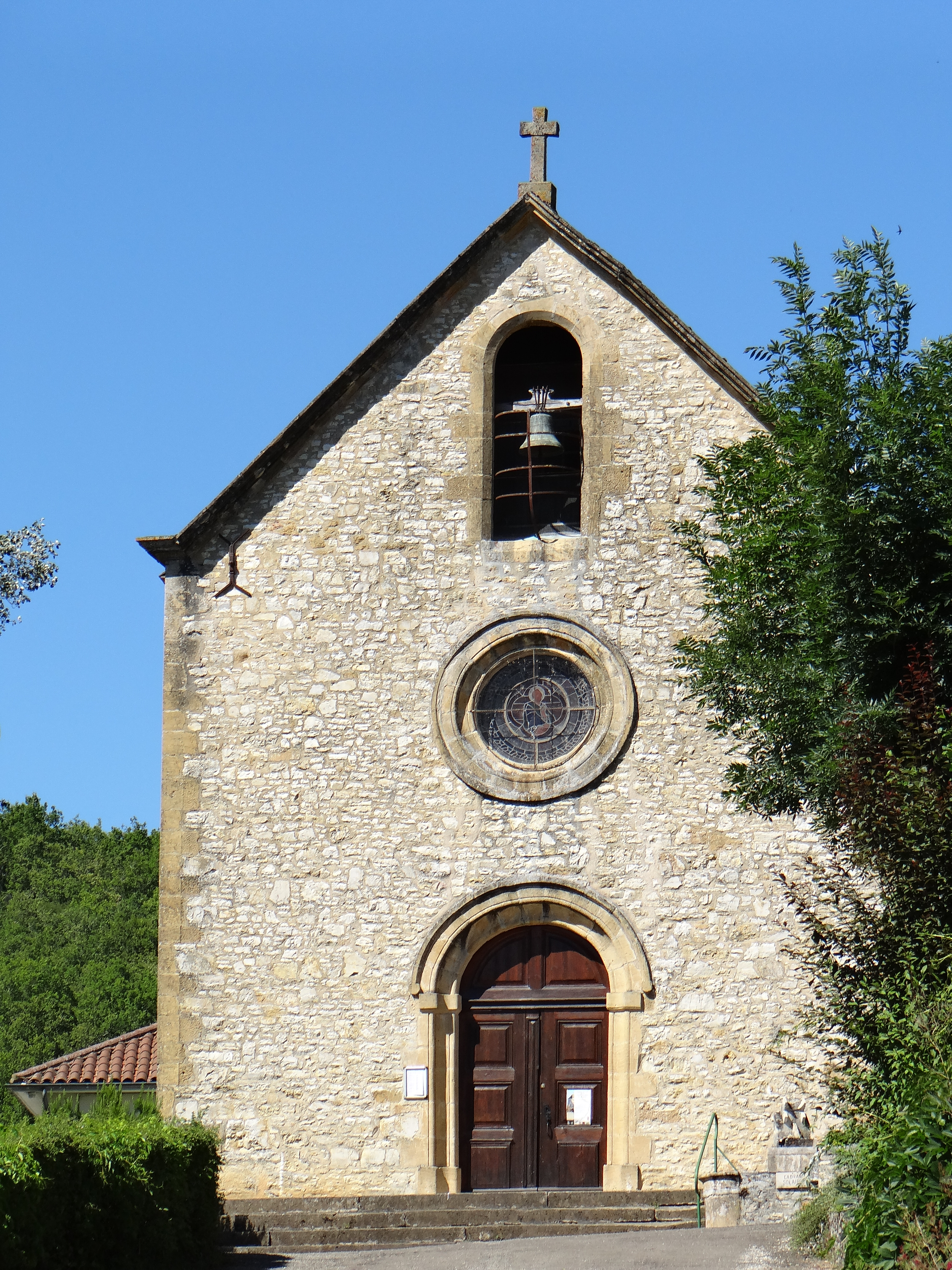
Kapelle
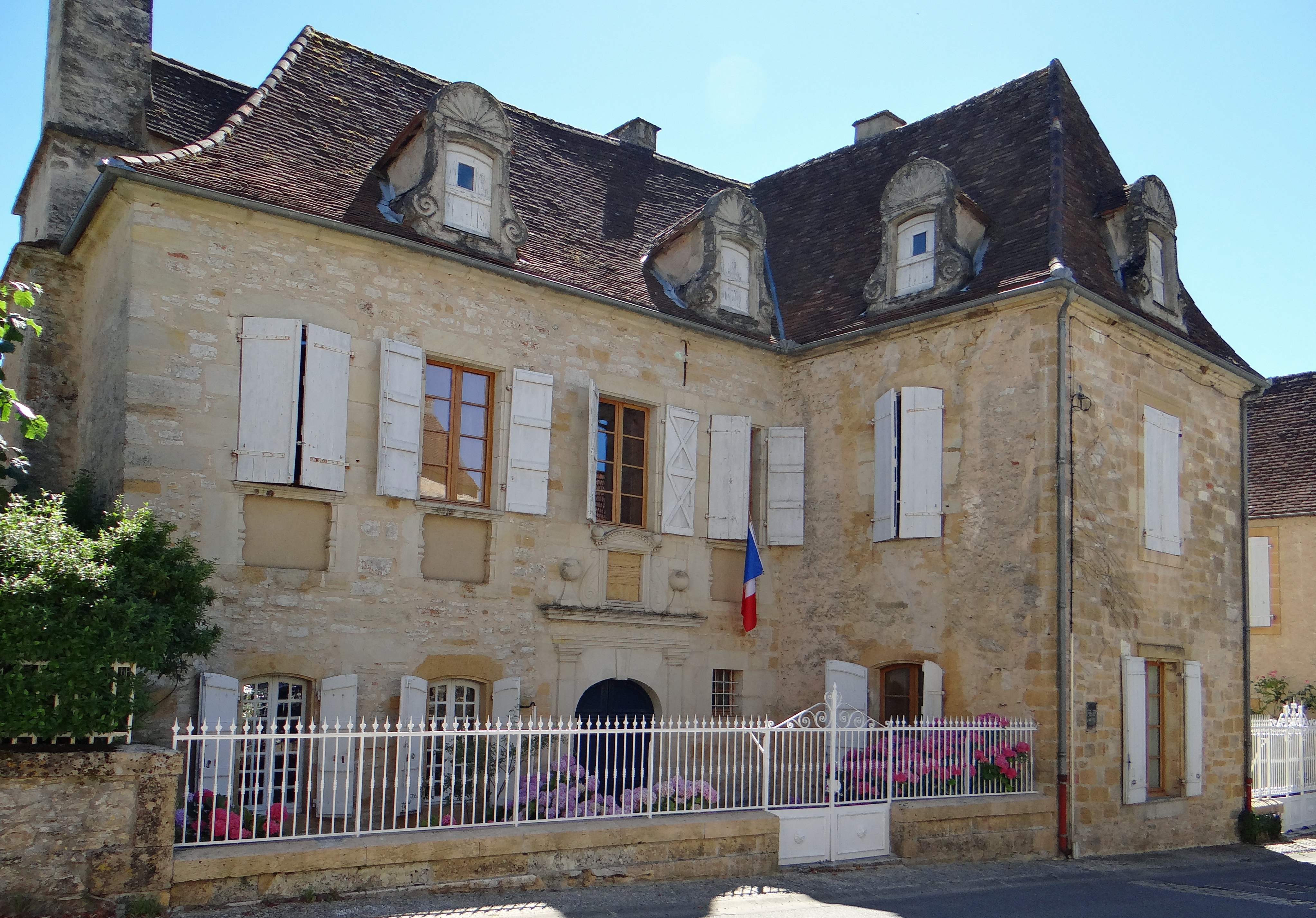
Hôtel Salviac
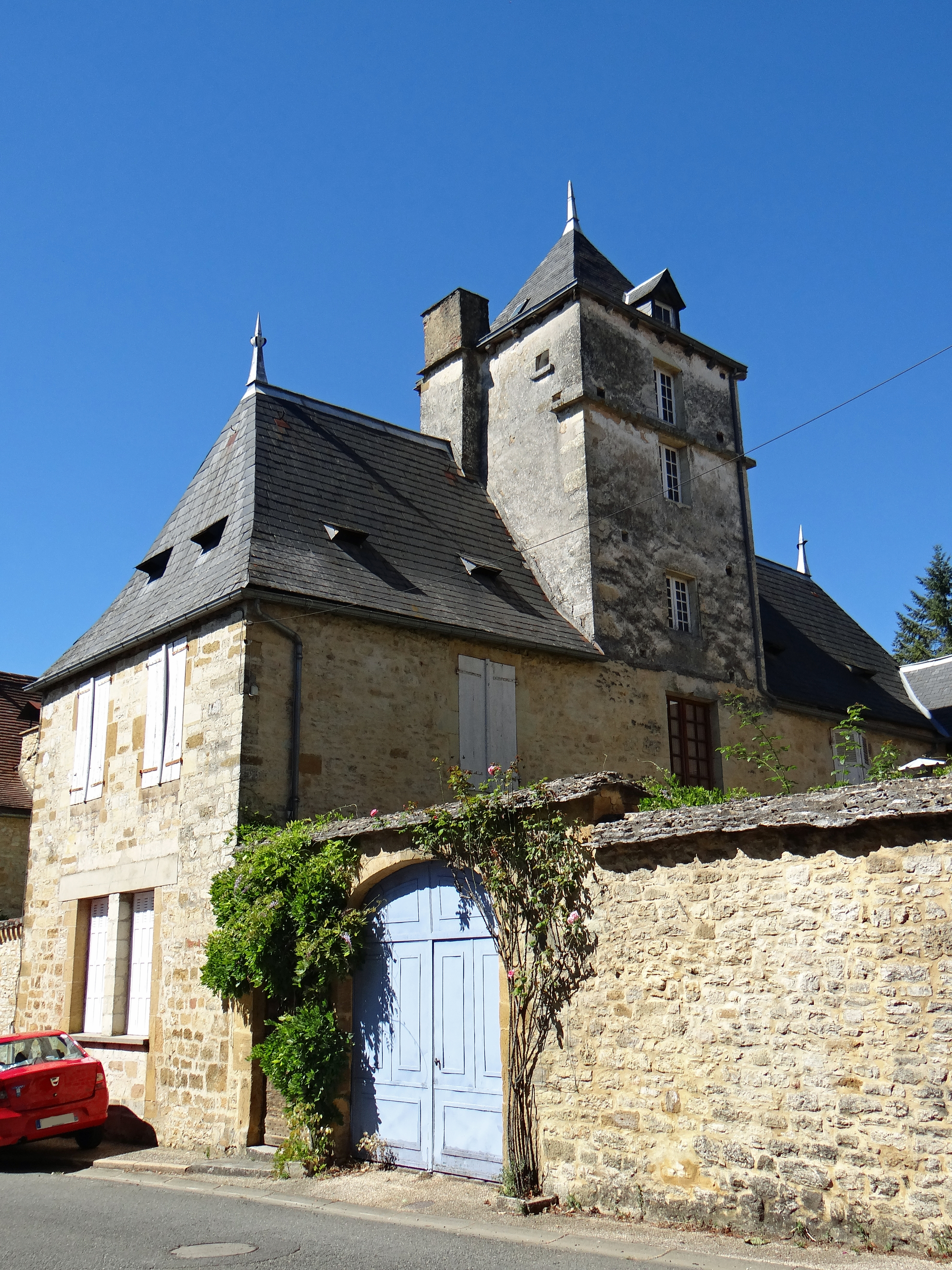
Hôtel Le Juge Lavaur

## Persönlichkeiten
- Hugues Salel (1504–1553), Dichter und Übersetzer